# 원요
원요(袁燿, ? ~ ?)는 중국 후한 말의 정치가로, 예주(豫州) 여남군(汝南郡) 여양현(汝陽縣) 사람이다.

## 생애
건안(建安) 4년(199년), 부친 원술이 병사하였다. 원요는 원윤(袁胤)과 함께 원술의 옛 부하인 여강태수(廬江太守) 유훈(劉勳)에게 갔다. 이후 유훈은 손책(孫策)에게 격파당하였고, 원요는 사로잡혔다. 원요는 곧 손책을 섬겼으며, 그의 동생은 손책의 동생 손권(孫權)의 후궁이 되었다. 원요 자신은 낭중령(郞中令)에 임명되었고, 딸은 손분(孫奮)의 아내가 되었다.

## 《삼국지연의》 속 원요
여포(呂布)는 딸을 원술의 아들에게 시집보내고자 하였는데, 그의 이름은 언급되지 않기 때문에 원요인지는 알 수 없다. 혼사는 무산되었고, 이 "원술의 아들"은 원술이 죽은 후 원윤과 함께 서구(徐璆)에게 죽임을 당한다.

## 원요의 친족관계

### 관련 인물
원기　원담　원매　원봉　원상　원성　원소

원술　원안　원외　원유　원윤　원평　원희